# HC Bolzano
Hockey Club Bolzano er en italiensk ishockeyklub fra Bolzano i Sydtyrol. Klubben har siden sæsonen 2013/14 spillet i Österreichische Eishockey-Liga (EBEL) (den østrigske ishockeyliga). Tidligere var det den mest succesfulde klub igennem historien i den italienske ishockey-Serie A. 19 mesterskaber har klubben vundet siden den blev etableret i 1933.

## Historie
HC Bolzano blev etableret i 1933 og de første 20 år klubben eksisterede så spillede de på på en udendørs bane. I 1953 flyttede klubben ind i Bolzano Exhibition Hall. 11. mesterskaber blev det til før klubben i 1994 flyttede til den nybyggede Palaonda/Eiswelle. I 2013 ansøgte HC Bolzano om inklusion i Österreichische Eishockey-Liga (EBEL), tidligere år havde der også været ansøgt, hvor klubben havde fået afslag af Italian Ice Hockey Federation, men denne gang blev det et ja. I sæsonen 2013/14 vandt klubben så mesterskabet i den østrigske liga.

## Meritter
- Österreichische Eishockey-Liga
  - Mesterskaber (1): 2013–14
- Serie A
  - Mesterskaber (19): 1962–63, 1972–73, 1976–77, 1977–78, 1978–79, 1981–82, 1982–83, 1983–84, 1984–85, 1987–88, 1989–90, 1994–95, 1995–96, 1996–97, 1997–98, 1999–00, 2007–08, 2008–09, 2011–12
- Coppa Italia
  - Vundet (3): 2004, 2007, 2009
- Supercoppa Italiana
  - Vundet (4): 2004, 2007, 2008, 2012
- Alpenliga
  - Vundet (1): 1994
- Six Nations Tournament:
  - Vundet (1): 1994

## Ekstern henvisning
- Official website of the HCB South Tyrol